# U.S. Pro Indoor 1983
Lo U.S. Pro Indoor 1983 è stato un torneo di tennis giocato sintetico indoor. È stata la 16ª edizione dello U.S. Pro Indoor, che fa parte del Volvo Grand Prix 1983. Si è giocato al Wachovia Spectrum di Filadelfia in Pennsylvania negli Stati Uniti dal 31 gennaio al 7 febbraio 1983.

## Campioni

### Singolare maschile
John McEnroe ha battuto in finale  Ivan Lendl con il punteggio di 4–6, 7–6, 6–4, 6–3

### Doppio maschile
Kevin Curren /  Steve Denton hanno battuto in finale  Peter Fleming /  John McEnroe con il punteggio di 4–6, 7–6, 7–6